# بوشنوية حريرية الثمار
بوشنوية حريرية الثمار (الاسم العلمي:Buchenavia sericocarpa) هي نوع من النباتات يتبع جنس البوشنوية من الفصيلة القمبريطية.